# Andres Rundu

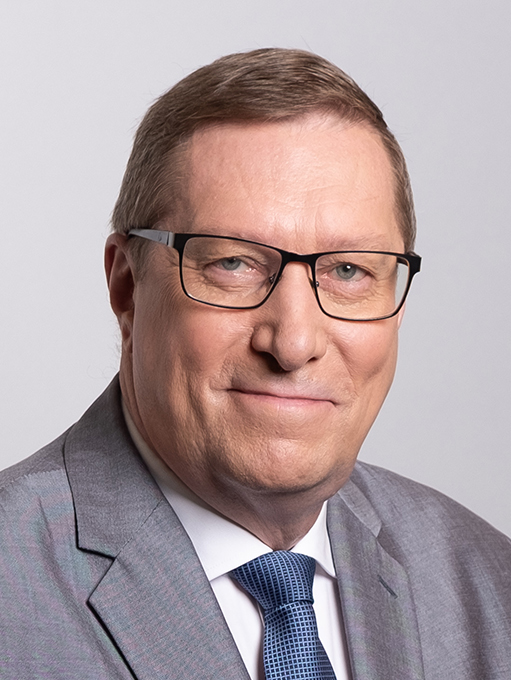
Andres Rundu (2024)

Andres Rundu (* 1. April 1960 in Paide) ist ein estnischer Diplomat. Er ist seit 2013 der estnische Botschafter in Portugal.

## Leben
Andres Rundu absolvierte 1983 die Pädagogische Universität Tallinn in den Fachrichtungen Mathematik und Physik. Er studierte danach an der Eesti Diplomaatide Kool, einer privaten Diplomatenschule in Tallinn und an der Escuela Diplomática de Madrid.
Seit 1992 arbeitet Andres Rundu für das Välisministeerium, das estnische Außenministerium. Dort war er 1994 bis 1995 Direktor der Westeuropa-Abteilung der Handelsabteilung und von 2000 bis 2004 Generalsekretär der Abteilung für Presse und Information mit zwischenzeitlichen Einsätzen an den Botschaften in Wien und Madrid. Von 2004 bis 2009 war er Botschafter in Spanien, mitakkreditiert für Andorra. Seit dem 30. Oktober 2013 ist er als Nachfolger von Marin Mõttus estnischer Botschafter in Portugal.

## Auszeichnungen
- 2009: Großkreuz des spanischen Zivilordens
- 2018: Großkreuz des portugiesischen Ordens für Verdienst